# Reacciones a los atentados del 11 de marzo de 2004
Las reacciones a los atentados del 11 de marzo de 2004 incluyen las reacciones por parte de líderes políticos nacionales e internacionales y de la sociedad en general.

## Discusión sobre la autoría
Los atentados ocurrieron tres días antes de las elecciones generales. Desde el Ministerio del Interior no se dio la posibilidad de otra autoría que no fuese ETA, considerando «intolerable» y calificando de «intoxicación» propia de «miserables», toda atribución del atentado distinta a la organización terrorista ETA. Ese mismo día 11, faltando tres días para las elecciones generales, en el seno del Gobierno del PP ya se hicieron las primeras valoraciones:  "Si ha sido ETA, barremos; si han sido los islamistas, gana el PSOE" 
Si bien en un primer momento se priorizó la hipótesis de la posible autoría de ETA, a las pocas horas se abrirían distintas líneas de investigación alternativas. A partir del hallazgo de las dos bolsas bombas que no explosionaron, en las estaciones de Atocha y de El Pozo, sobre las 10,30 horas, los TEDAX-NRBQ observan sustancia explosiva blanca, no de color rojo como la dinamita Titadyn que utilizaba ETA)  y luego los sucesivos indicios y datos objetivos que irían apareciendo, entre ellos, el más importante, la furgoneta abandonada por los yihadistas en Alcalá de Henares, a las 15,30 horas, descartarían la posible autoría etarra mientras se iba confirmado, paulatinamente, la hipótesis islamista, quedando consolidada con las primeras detenciones la tarde del sábado 13, incluida la de Jamal Zougam, ya investigado en el marco de otro sumario por terrorismo yihadista.
En las jornadas previas al atentado, las Fuerzas y Cuerpos de Seguridad del Estado se encontraban en situación de máxima alerta, a la espera de un atentado de la organización terrorista ETA coincidiendo con la campaña electoral, debido a que esta práctica ya había sido utilizada con anterioridad por el grupo. De hecho, las operaciones policiales recientes reafirmaban ese temor, ya que en diciembre se había detenido un intento de ETA de explosionar 50 kg de Titadine en dos maletas colocadas en trenes con destino a Madrid.
Existía una nota informativa del Centro Nacional de Inteligencia, emitida a finales de 2003, en la que informaba de un comunicado de Bin Laden y de las amenazas de atentado yihadista que se cernía sobre España.  También eran conocidas las expresas y directas amenazas de Bin Laden a España tras el apoyo visible por parte del Gobierno de España a las guerras de Irak y Afganistán y la participación de las Fuerzas Armadas españolas en la coalición que ocuparía el país tras la invasión, emitidas por el canal catarí Al Jazeera el 18 de octubre de 2003, fueron publicitadas por el periódico El Mundo, al día siguiente como nota de agencia (difundida por más medios).
En 2003, en una reunión confidencial en Madrid de jefes de Inteligencia Militar de la OTAN, el director del Centro Nacional de Inteligencia había adelantado el peligro creciente de que en España se cometieran atentados islámicos tras el estallido de la guerra de Irak. Después, con motivo de otras notas informativas del CNI sobre el 11 M, su director, Jorge Dezcallar, en el libro autobiográfico, Valió la pena. Una vida entre diplomáticos y espías (2015), escribió que se había sentido engañado y manipulado cuando se le presionó para emitir aquel desmentido a los comentarios de la cadena SER, o cuando el Gobierno, ya en funciones, decidió el 18 de marzo desclasificar y publicar dos informes del CNI, uno de ellos con un párrafo tachado, ....  También era conocida en los ámbitos periodísticos la certera nota informativa del Centro Nacional de Inteligencia (CNI) sobre el yihadista Lamari, de 6 de noviembre de 2003 (Documento C/ 15697) en la que alertaba de atentados yihadistas en España.
En la misma mañana del 11 de marzo de 2004, el Centro Nacional de Inteligencia (CNI), en atención al contenido de sus notas y noticias citadas, debió recordárselo al Gobierno y alertarle de la más que probable autoría yihadista. Con ello hubiera evitado precipitaciones del Gobierno adjudicando los atentados a ETA en comunicados oficiales que, posteriormente, resultaron tan contraproducentes para el prestigio de España; además de propiciar acusaciones de mentir a los ciudadanos.
Pero no fue así. Según el periodista de investigación José Díaz Herrera, el presidente del gobierno, José María Aznar, asesorado por Ángel Acebes, Eduardo Zaplana, el gurú electoral Pedro Arriola, considera que es conveniente no despejar la duda sobre la autoría hasta el domingo. El periodista Pedro J. Ramírez, con el que habla en varias ocasiones, es de la misma opinión

### 11 de marzo

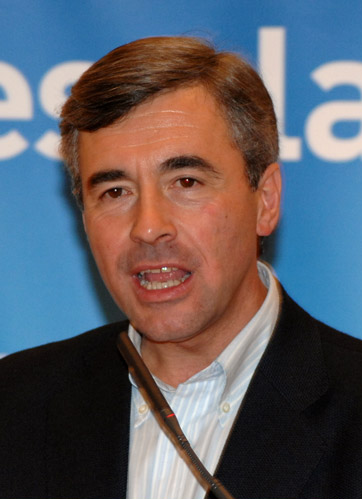
Ángel Acebes, ministro del Interior

En un primer momento los partidos políticos y medios de comunicación españoles atribuyeron la autoría de los atentados a ETA. Arnaldo Otegi, líder de Batasuna, negó la participación de ETA en los atentados y atribuyó la matanza a la «resistencia árabe». Hacia las 13:00, el ministro del Interior Ángel Acebes compareció ante la prensa y atribuyó a ETA la autoría de los atentados, añadiendo: «Me parece absolutamente intolerable cualquier tipo de intoxicación que vaya dirigida, por parte de miserables, a desviar el objetivo y los responsables de esta tragedia, de este drama». El presidente del Gobierno, José María Aznar, dijo: «Todos sabemos que este asesinato masivo no es la primera vez que se intenta. [...] Lograremos acabar con la banda terrorista». El líder de la oposición, José Luis Rodríguez Zapatero, condenó los atentados mencionando a ETA.
La policía fue alertada de que una furgoneta había sido abandonada a las 7:00 por unos individuos que portaban mochilas y habían accedido a la estación de cercanías de Alcalá de Henares. En la furgoneta, a las 15,30 horas, se encontró una cinta de audio con caracteres en árabe en su carátula y cánticos del Corán, siete detonadores y un extremo de un cartucho de dinamita plástica, de color blanco. Aproximadamente a las 15:30, según expone el Comisario Jefe de los TEDAX-NRBQ, en la Comisión de Investigación del Congreso de los Diputados confirmaron que los detonadores de cobre y de producción española eran distintos a los utilizados habitualmente por ETA. 
Hacia las 17:30 la ministra de Exteriores, Ana Palacio, envió una nota a los embajadores de España en la que les pedía que en sus declaraciones públicas confirmaran la autoría de ETA. El Consejo de Seguridad de Naciones Unidas aprobó por unanimidad y sin debate la Resolución 1530, propuesta por España y Francia. La resolución condenaba los atentados e incluía la responsabilidad de ETA a propuesta del Gobierno de España. Ana Palacio pidió encarecidamente a sus homólogos del Consejo que apoyaran la hipótesis barajada por Madrid.

«El Consejo de Seguridad condena en términos enérgicos los ataques con bomba en Madrid el 11 de marzo, perpetrado por el grupo terrorista ETA, que han causado numerosos muertos y heridos, y considera que estos actos, como todo acto de terrorismo, constituyen una amenaza para la paz y la seguridad.»
Resolución 1530 del Consejo de Seguridad de las Naciones Unidas

Antes de esa nota a embajadores y organismos internacionales, a las 15:00 horas, según el Jefe de los TEDAX (Técnicos en Desactivación de Explosivos), Comisario Juan Jesús Sánchez Manzano,  las autoridades policiales y políticas habían sido informadas por los TEDAX que:
1. La banda terrorista ETA no había comunicado la colocación de bombas en los trenes, como hacía siempre.
2. Dos bombas que no habían explosionado (estaciones de Atocha y El Pozo), contenían sustancia blanca.[28] La dinamita Titadyn que usaba ETA era rojizo.
3. La furgoneta Kangoo, utilizada por los terroristas y hallada en Alcalá de Henares, no tenía la matrícula doblada como habitualmente hacía ETA.[29]
4. En esa furgoneta se encuentran restos de cartucho Goma 2 ECO,[30] que es blanca y no era utilizada por ETA. También se encuentran detonadores de fabricación nacional que tampoco utilizaba ETA y una cinta-casete con cánticos del Corán.[31]

Días más tarde, el embajador español ante la ONU, Inocencio Arias, dio explicaciones por responsabilizar precipitadamente a ETA. Según el secretario General de la ONU, Kofi Annan, los miembros del Consejo se sintieron muy incómodos. Ese mismo día, el Círculo de Corresponsales Extranjeros expresó su malestar por las presiones del Gobierno para que los corresponsales apuntaran a ETA como autor de los atentados.
Hacia las 20:00, el ministro del Interior, Ángel Acebes, compareció por segunda vez e informó del hallazgo de la furgoneta y de la existencia de la cinta y los detonadores. Aunque ETA seguía siendo la línea de investigación prioritaria, informó de que la policía trabajaba también en otras líneas de investigación. Hacia las 20:30 el rey Juan Carlos I se dirigió a la nación para condenar los atentados. El monarca no nombró explicitamente a ETA en su discurso.
Esa noche el periódico Al Quds Al Arabi recibió en su sede en Londres una carta que afirmaba que las Brigadas de Abu Hafs Al Masri, en nombre de Al Qaeda, estaban detrás de los atentados perpetrados en Madrid.

### 12 de marzo

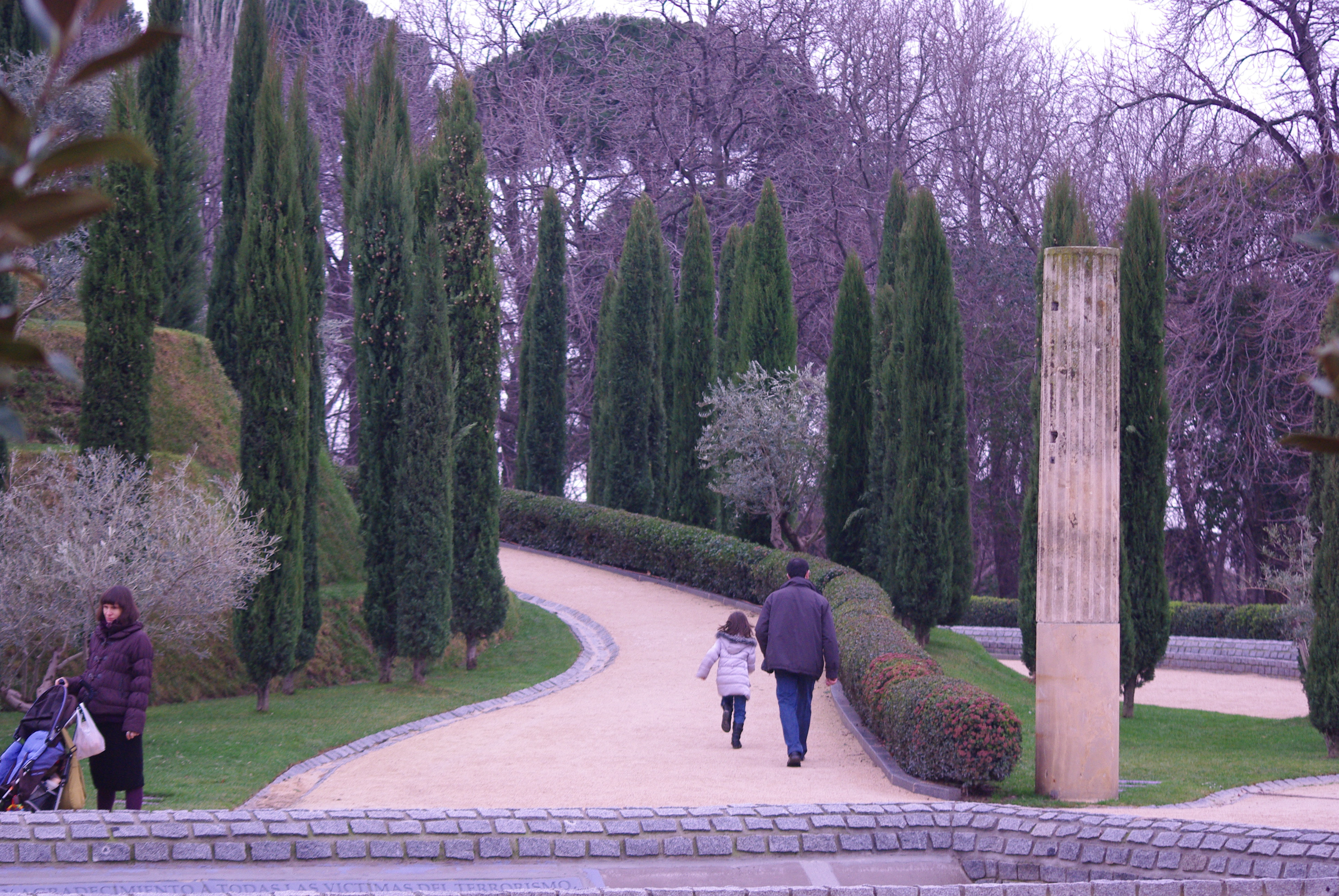
Bosque del Recuerdo, en memoria de las víctimas del 11-M.

El viernes 12 de marzo los medios de comunicación españoles anunciaban nuevos indicios que apuntaban a la autoría de grupos islamistas. Medios de comunicación extranjeros como The New York Times, Le Monde, Le Figaro, Correo della Sera, Financial Times o The Washington Post también se hacían eco de estas hipótesis, poniendo en duda la posible autoría de ETA y apuntando a la posible implicación de Al Qaeda. Ya se había difundido la noticia de que, en la madrugada, a las 03:00 horas, ya del día 12, los TEDAX-NRBQ de la Policía Nacional habían desactivado una bomba en el distrito de Puente de Vallecas.
El Lendakari vasco, Juan José Ibarretxe, reclamó al Gobierno que disipara las dudas sobre la autoría de los atentados. El presidente del Gobierno, José María Aznar, afirmó que no se descartaba ninguna línea de investigación y defendió que el Gobierno debía pensar en la autoría de ETA por los 30 años de historia terrorista de la banda. Por la tarde crecieron las críticas sobre la gestión informativa del Gobierno.
Hacia las 18:00 ETA negó su responsabilidad en los atentados. Un comunicante anónimo llamó por teléfono al diario Gara y a la televisión pública vasca Euskal Telebista (ETB) asegurando en euskera que la organización terrorista no tenía ninguna responsabilidad en los atentados. Según ETB, la voz del comunicante era la misma que había anunciado el cese de la actividad armada de ETA en Cataluña.
Pasadas las 18:00 el ministro del Interior anunció, en rueda de prensa, que los TEDAX-NRBQ habían desactivado una bolsa-bomba montada con dinamita Goma-2 ECO, metralla, detonador y un teléfono como temporizador. Además, afirmó que el modus operandi de los atentados tenía mucha relación con atentados frustrados de ETA como el de Nochevieja de 2002 o el de Nochebuena de 2003. El ministro señaló que ETA seguía siendo la principal línea de investigación. Sin embargo, el detonador no coincidía con los utilizados por ETA.
Ese viernes por la tarde, en las manifestaciones convocadas como repulsa a los atentados, pudieron verse numerosas pancartas contra ETA junto a algunas que hacían alusión a Al Qaeda.

### 13 de marzo
El sábado 13 de marzo era la jornada de reflexión antes de las elecciones generales. Mariano Rajoy, candidato a la presidencia del Gobierno por el PP, afirmó en una entrevista publicada por El Mundo que tenía la convicción moral de que había sido ETA.
Hacia las 13:00 el ministro del Interior, Acebes, se reunió con el jefe de información de la Policía, Jesús de la Morena y otros mandos de las FFCCSE y fue informado que se iba a detener a varios marroquíes en relación con los atentados y que las pruebas ya no apuntaban a ETA. El ministro portavoz del Gobierno, Eduardo Zaplana, declaró que «algunos quieren descartar a ETA cuando todo apunta a que sea esa banda la autora de los atentados». Hacia las 14:30 el ministro del Interior en una nueva rueda de prensa afirmó que la línea prioritaria de investigación tenía que ser ETA porque era la organización terrorista que actuaba de forma prioritaria en España y negó haber tergiversado la información.
A las 20:15, el ministro del Interior compareció nuevamente ante la opinión pública dando cuenta de las detenciones de tres marroquíes y dos indios. Pese a todo, el ministro seguía insistiendo en no descartar a ETA. Aquella misma tarde del sábado, Rodríguez Zapatero llamó al ministro diciéndole que sabía desde hacía horas que la autoría era del terrorismo islámico.
Por la tarde una llamada efectuada a la televisión regional Telemadrid permitió localizar en una papelera junto a la Mezquita de la M-30 un vídeo en el que Al Qaeda se declaraba autora del atentado. Un hombre con acento marroquí, que afirmaba ser Abu Dujan al Afgani y se autodenominaba portavoz militar de Al Qaeda en Europa, reivindicaba su autoría. Hacia las 00:40, el ministro del Interior informó de ello.
Las declaraciones de los ministros Zaplana y Acebes provocaron la reacción de todos los partidos políticos excepto el PP. Acusaron al Gobierno de manipular y ocultar información sobre la autoría de los atentados por razones electorales. Los partidos recriminaron al Gobierno su empeño en responsabilizar a ETA cuando todas las pistas apuntaban al terrorismo islamista. El portavoz socialista, Pérez Rubalcaba, dijo que los españoles se merecían un gobierno que no les mintiera. IU acusó al gobierno de dar un «golpe de Estado informativo». Miles de manifestantes se concentraron en las calles acusando al Gobierno de mentir y retrasar deliberadamente información relativa a la responsabilidad de la masacre.

### La hipótesis de ETA
Las razones que se esgrimieron en favor de esta tesis son las siguientes:
- El largo historial terrorista de ETA en España y la ausencia de acciones terroristas de los grupos islámicos en España. Aunque estos últimos disponían de redes logísticas en el país (investigadas por su posible relación con el 11-S) y habían realizado amenazas mencionando Al-Andalus, no habían cometido ningún atentado (aunque se está investigando la posible autoría de islamistas en el atentado producido en Madrid en 1985), ni parecían participar más allá de este apoyo logístico, mientras que ETA sí se había mantenido activa.[cita requerida]

- Su intención de cometer un atentado en Madrid. El 24 de diciembre de 2003, dos meses y medio antes de los atentados, la Policía Nacional había detenido a dos etarras que pretendían cometer un atentado con dos maletas-bomba, en la estación madrileña de Chamartín. También, el 28 de febrero de 2004, se había interceptado a otros dos miembros del grupo terrorista ETA que se dirigían a Madrid con una furgoneta cargada con más de 500 kg de explosivos. Por los indicios hallados en la furgoneta, se pensó que preparaban un atentado en el Corredor del Henares, escenario de la masacre del 11M, o en alguna subestación eléctrica o nave industrial.[cita requerida]

- Su intención de cometer un atentado con 12 mochilas bomba. Los etarras Irkus Badillo y Gorka Vidal, detenidos con la furgoneta con 500 kg de explosivos, declararon que ETA les había ordenado la colocación de 12 mochilas bomba en la estación de esquí de Baqueira-Beret, pero que tras observar el terreno, desistieron de perpetrar el atentado.[50] Sí de dimensiones menores, ya que utilizaron varias veces explosivos en la capital después de los atentados del 11M (3 de diciembre de 2004, 9 de febrero de 2005, 25 de mayo de 2005 entre otros), si bien sin causar ningún muerto.[cita requerida]

- Los materiales usados en los atentados. En un primer momento se informó, erróneamente, desde el gobierno que los explosivos usados en el atentado era Titadyne, del mismo tipo que el habitualmente usado por ETA. Sin embargo, en los informes policiales lo único que se indicaba era que se trataba de dinamita, nunca se especificó la marca. Numerosos medios se apoyaron en las palabras del Gobierno para difundir que se trataba de Titadine, lo cual reforzó la idea de que pudiera ser ETA, ya que esta era la marca de la dinamita usada en los últimos tiempos por la banda terrorista.
- A lo largo de esa mañana del día 11, las autoridades políticas y policiales fueron informadas por los TEDAX-NRBQ que las dos bombas que no habían explosionado (estaciones de Atocha y El Pozo) contenían sustancia blanca.[51] La dinamita Titadyn que usaba ETA era rojizo.
- Posteriormente, a las 15:30 hrs, en la furgoneta empleada por los terroristas, los TEDAX-NRBQ hallaron resto de cartuchos de dinamita del tipo Goma-2 ECO, lo que indicaban que el dato del titadyne divulgado por los medios no era correcto. Dato que fue confirmado a las 3:00 horas del día 12, con la desactivacion de la bomba recuperada entre las pertenencias de las víctimas.[52]  La Goma 2 había sido usada por ETA en la década de 1980, pero había dejado de usarla en favor del titadine, más sencillo de obtener por ETA en Francia. También, a las 15:30, los TEDAX-NRBQ confirmaron que los detonadores encontrados en la furgoneta de los terroristas eran distintos a los utilizados por ETA.[53][54]

- La distribución el 10 de marzo en San Sebastián de folletos en los que se instaba a boicotear a Renfe, que podría interpretarse como un aviso a los simpatizantes de ETA para que no se vieran afectados.[55][56]

- La intromisión en un asunto interno de un país occidental, como es una campaña electoral a nivel nacional, en vez de seleccionar un acontecimiento con repercusión internacional, como sucedería posteriormente en el 2005 cuando se produjo un atentado similar en la reunión del G8 en Escocia.[cita requerida]

- Los terroristas suicidas: Como modus operandi usual de atentados cometidos por islamistas (en Israel es una táctica común), habitual en los atentados perpetrados en Oriente, no así en Occidente donde el primer caso fue el del 11-S. En España tampoco había sido empleado en el atentado islamista de El Descanso en 1985. La ausencia de terroristas suicidas hizo dudar en una primera instancia de la autoría islamista. El propio día 11, a las 22.00, la cadena de radio SER informaría erróneamente del posible hallazgo de un terrorista suicida.[57][58] El Instituto Anatómico forense desmintió categóricamente que existiera algún suicida en los ataques.

### La hipótesis islamista
Las razones que se esgrimieron en favor de esta tesis son las siguientes:
- La ausencia de aviso: En la época del atentado, ETA solía avisar antes de sus atentados, y en este caso no existió ningún aviso previo.
- Hallazgo de una bomba en El Pozo y otra en Atocha sin explosionar. En ambas los TEDAX-NRBQ, antes de neutralizarlas, observan que la sustancia explosiva es de color blanco (no rojiza como el Tytadine). Además, había coincidencia con lo hallado en la furgoneta utilizada por los terroristas: detonadores y restos de cartuchos de dinamita Goma 2 ECO no utilizados por ETA; además de cinta con cánticos coránicos[52][59]
- La placa de matricula de la furgoneta Kangoo, utilizada por los terroristas, no había sido doblada (sustituida por otra correspondiente a la misma marca y modelo de vehículo), como hacía habitualmente ETA .[60]

- El alto número de víctimas: Una de las características común a los últimos atentados islamistas (EE. UU., Turquía, Bali o Casablanca) es la búsqueda de un efecto apocalíptico, buscando el máximo número de víctimas posible. Por el contrario, desde el atentado de Hipercor del día 19 de junio de 1987, que además, fue avisado, ETA no había perpetrado un atentado de tales características.

- Ataques simultáneos coordinados: Otra nota común a los atentados cometidos por fundamentalistas islámicos es la comisión de varios ataques simultáneos y coordinados (en EE. UU., Reino Unido o La India, entre otros). ETA ha utilizado esta táctica en ocasiones, si bien no en atentados de gran magnitud.

- La debilidad logística de ETA: La atribución a ETA implicaba que la banda se encontraba más "fuerte" de lo que afirmaban los informes policiales previos. Un comando itinerante típico de ETA suele constar de, como mucho, cuatro integrantes mientras que la acción del 11-M requería de más agentes.

- Los precedentes: Por un lado, el atentado contra intereses españoles del 16 de mayo de 2003 en Casablanca (Marruecos) en el que un grupo de 13 suicidas integrantes del grupo Salafia Jihadia, vinculado al Grupo Islámico Combatiente Marroquí, atentó contra el restaurante de la Casa de España, entre otros objetivos, en el que morirían 41 personas (3 de ellas españolas). Y de otro, el atentado cometido en el restaurante El Descanso en Madrid el 12 de abril de 1985 (18 muertos y aproximadamente 100 heridos) reivindicado por la Yihad islámica, aunque el sumario se archivó sin hallar autor conocido. El caso fue reabierto en 2005 tras la detención de Mustafá Setmarian Nasar en Pakistán.[61]

- Las amenazas de Bin Laden a España y las guerras de Irak y de Afganistán: Tras el apoyo visible por parte del Gobierno de España a las Guerras de Irak y Afganistán y la participación de las Fuerzas Armadas españolas en la coalición que ocuparía el país tras la invasión. Bin Laden amenazaría expresa y directamente a España en una grabación emitida por el canal catarí Al Jazeera el 18 de octubre de 2003.[62]

- La fecha simbólica de los ataques: Los ataques se produjeron 2 años y medio (911 días) después de los atentados del 11 de septiembre (9/11). Este hecho ha sido señalado por algunos como indicador de la responsabilidad yihadista.[63]

### Aparición de pruebas policiales
- Dos bombas que no habían explosionado (estaciones de Atocha y El Pozo), localizadas a las 10 de la mañana del mismo día 11, contenían sustancia blanca.[28] La dinamita Titadyn que usaba ETA era rojizo.
- La furgoneta Kangoo, utilizada por los terroristas y hallada en Alcalá de Henares, localizada a las 11:00 horas del mismo día 11, no tenía la matricula doblada, como habitualmente hacía ETA.[29]
- El 12 de marzo de 2004, a las 3:00 horas (de madrugada) los TEDAX-NRBQ desactivan una bomba que se encuentra entre las pertenecias de las víctimas depositadas en la Comisaría de Puente de Vallecas. Los componentes coinciden con los hallados en la furgoneta (detonadores, explosivos y bolsa de plástico azul)[64][65]
- El desmentido de la banda terrorista ETA y Batasuna: Por la radio y en rueda de prensa, Arnaldo Otegi (portavoz del partido político Batasuna, ilegalizado por su vinculación con ETA), en nombre de «la izquierda abertzale», «rechaza totalmente» esta «masacre» y se desvincula del atentado, descartando que ETA esté implicada. Sugiere como hipótesis que los culpables sean terroristas islámicos como Al Qaida, quizá como respuesta al apoyo español a la invasión de Irak. La primera reacción del gobierno es rechazar esta interpretación, considerando que sólo trata de enturbiar la investigación. ETA igualmente a través de comunicante anónimo llamaría, la tarde del viernes 12, al diario Gara y a Euskal Telebista (ETB) para negar cualquier responsabilidad en el atentado.

- La cinta en árabe: Hallada, a las 15,30 horas, en la furgoneta abandonada por la célula terrorista, en el transcurso de la inspección llevaba a cabo en el complejo policial de Canillas.[66] Su contenido eran versículos del Corán.

- La reivindicación islamista: Es característico de las células yihadistas no reivindicar los atentados para incrementar la sensación de terror.  En este caso el periódico 'Al Quds Al Arabi' recibe esa misma noche (21.30 del 11-M) en su sede en Londres una carta que afirma que las Brigadas de Abu Hafs Al Masri (un grupo de difusión de propaganda islamista), en nombre de Al Qaeda, la red terrorista de Osama bin Laden, está detrás de los atentados perpetrados en Madrid. Según dice, estos ataques son un «ajuste de viejas cuentas» con España, a la que acusa de complicidad con Estados Unidos y Gran Bretaña en una «cruzada contra el Islam». El sábado 13-M a las 19.40 la cadena de televisión Telemadrid informa al 091 del aviso de la existencia en Madrid de una cinta de vídeo reivindicativa. A las 0.45 del 14-M, el ministro de Interior informa que en dicho vídeo un hombre con acento marroquí (identificado posteriormente como Jamal Ahmidan), reivindica el atentado en nombre de 'Abu Dujan al Afgani', portavoz militar de Ánsar (protectores) de Al Qaeda en Europa. Texto traducido del mensaje:.

- Los explosivos y los detonadores: A las 15,30 horas del mismo día 11, los TEDAX-NRBQ comunicaron que los detonadores de cobre y la dinamita "tipo goma" (Goma 2 ECO) encontrada en la furgoneta de la célula yihadista eran de fabricación española y nada tenían que ver con los materiales usados por ETA en esa época.[67][68] Sin embargo, fue a las 14:00 del día 12 de marzo, cuando el Ministerio del Interior dio una serie de detalles sobre los detonadores y tipo de explosivo empleado, lo que, según él, las sospechas se dirigían hacia algún grupo islamista.

- El arresto de los primeros sospechosos: El 13 de marzo, hacia las 15:30, cinco personas son arrestadas, dos indios (hinduistas) y tres marroquíes (musulmanes), uno de ellos Jamal Zougam, ya investigado en 2001 por su vinculación con células yihadistas, por vender, respectivamente, el terminal y la tarjeta telefónica prepago halladas en la mochila bomba que la policía había desactivado en el Parque Azorín de Vallecas.

## El papel de los medios de comunicación electrónicos

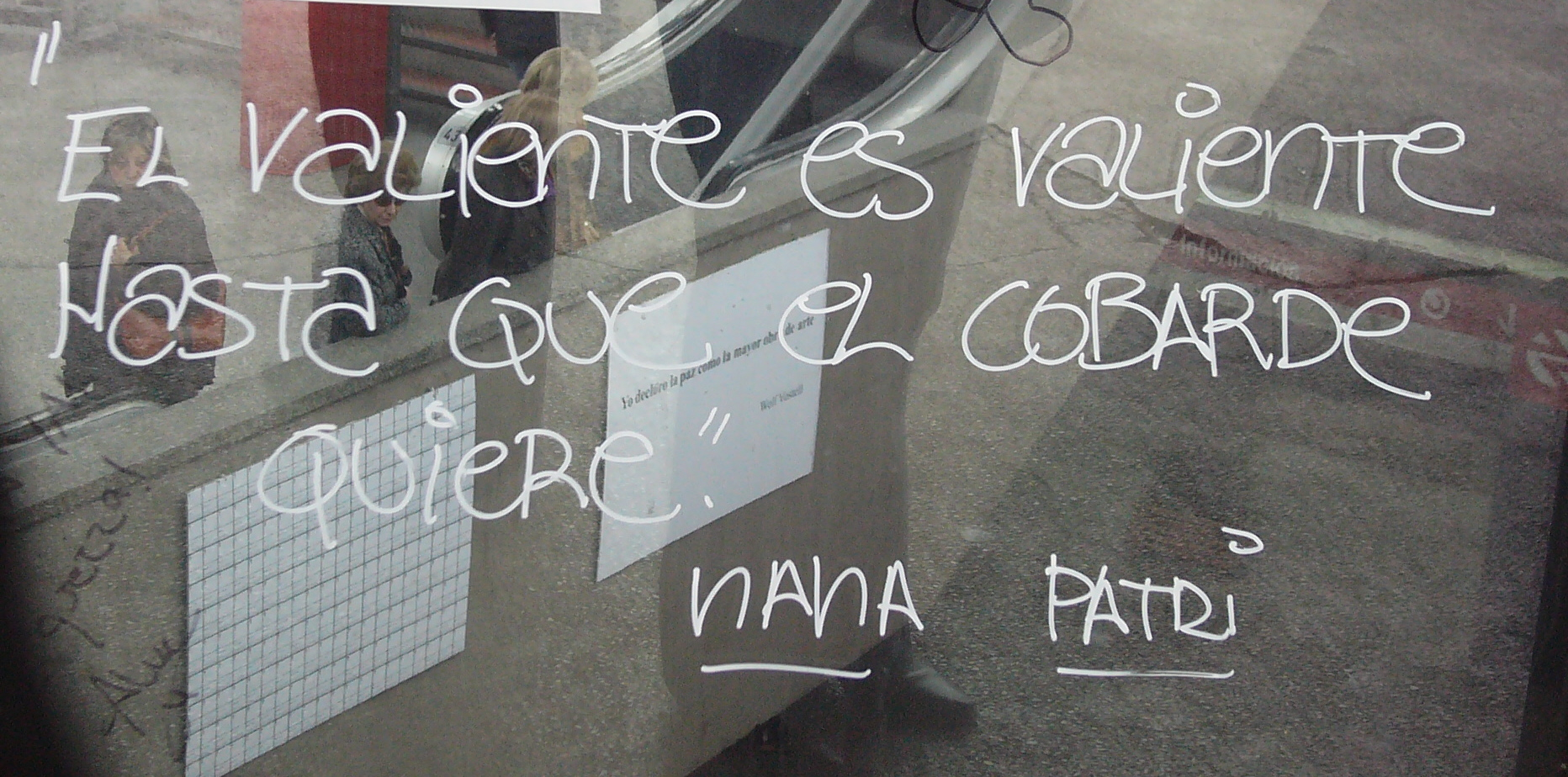
Protesta anónima

El mismo día de los atentados la telefonía fija y móvil registraron incrementos del 725 % entre las nueve y las diez de la mañana, quedando las redes colapsadas. También el tráfico por Internet registró un fuerte aumento, colapsándose numerosos servidores a pesar de que Telefónica reforzase las conexiones de banda ancha de las grandes empresas.
Internet mostró agilidad durante esos días. Los diarios digitales incrementaron su número de páginas dando información sobre los atentados; numerosos sitios web, incluidos estos diarios, mostraron banner contrarios al terrorismo y de solidaridad con las víctimas y desde diversas páginas se pudieron descargar consignas y gráficos de lazos para posibilitar su impresión.
En los días siguientes no pudo detectarse un aumento de SMS ya que como media se superaban los 25 millones de mensajes diarios, pero no se descartó que el contenido de los mismos variara, centrándose en el tema de los atentados. En Internet sí se observó un significativo aumento del tráfico, batiéndose récord en la consulta a los medios de comunicación digitales.
El sábado, «el móvil fue la herramienta fundamental para convocar las manifestaciones frente a las sedes del PP en distintas ciudades españolas con el fin de protestar por la falta de transparencia informativa en torno a la autoría del 11-M». Aunque desde sitios en Internet se informaba de las movilizaciones, teniendo como efecto el aumentar esas movilizaciones, éstas no se explican sin las cadenas de mensajes entre amigos llamando a manifestarse y terminado todos ellos con un «pásalo».
El día de las elecciones Internet siguió siendo el medio escogido por numerosos internautas para informarse de las diferentes encuestas y sondeos que fueron realizándose. «El recuento fue ejemplar, rapidísimo y la web del Ministerio funcionó a la perfección convirtiéndose en el auténtico centro informativo de la noche antes de la confirmación definitiva del resultado. De nuevo las tecnologías ocupaban un espacio en la vida política como nunca lo habían hecho».
La lista que el ministerio del Interior colgó en la Red con los nombres de las víctimas, el 17 de marzo ya había recibido más de cuatro millones de visitas.

## Reacciones internacionales

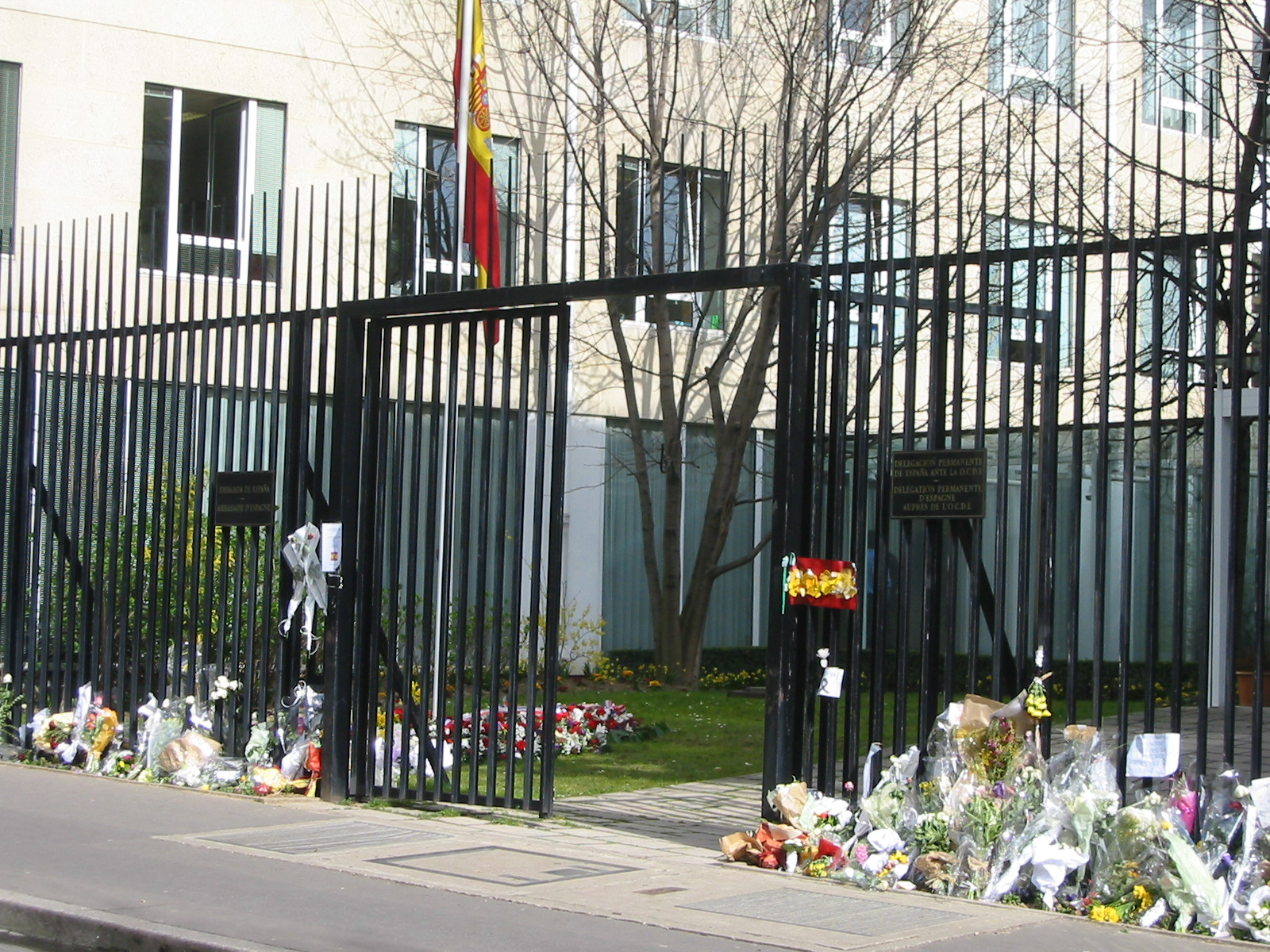
Embajada española en Paris

Diversos líderes mundiales expresaron su condena por los atentados de Madrid y se solidarizaron con las víctimas. También lo hicieron organismos internacionales como Amnistía Internacional ()
El Parlamento Europeo declaró el día 11 de marzo "día de las víctimas del terrorismo".
Estados Unidos ofreció su apoyo en la lucha antiterrorista para localizar a los responsables. Israel ofrece a expertos para el reconocimiento de los cadáveres y el análisis de ADN.[cita requerida]
En Francia, todas las banderas nacionales ondean a media asta durante los tres días de luto en España. La bandera de la Unión Europea también ondeó ese día a media asta.[cita requerida]
La mayor parte de las bolsas europeas cayeron el 11 de marzo entre un 2 y un 3 % como consecuencia de los ataques de Madrid. El índice Dow Jones cayó un 1,6 %. Las acciones de empresas relacionadas con la aviación y el turismo fueron las más afectadas.[cita requerida]
Polonia y Portugal declararon el 12 de marzo día de luto nacional.[cita requerida]
Personalidades como Romano Prodi, Silvio Berlusconi, Jean-Pierre Raffarin y Joschka Fischer viajaron el 12 de marzo hacia Madrid para participar a las multitudinarias protestas silenciosas de las 7 de la tarde.[cita requerida]
En una entrevista televisada, el 13 de marzo, Fidel Castro acusó al gobierno español de engañar a sus ciudadanos sobre los ataques para conseguir créditos electorales; y afirmó que José María Aznar había sabido que un grupo islámico estaba detrás de los atentados, pero que había preferido acusar a ETA.[cita requerida]
En Rumanía, todas las banderas nacionales ondearon a media asta y el gobierno declaró el 14 de marzo día de luto nacional solidarizando con las víctimas españolas y rumanas (9 muertos, 8 desaparecidos y 24 de los 76 heridos todavía hospitalizados).[cita requerida]
El día 12 de marzo, la Guardia Real británica hizo sonar los acordes del Himno de España como homenaje y solidaridad con el pueblo español. Un año después, con motivo de los atentados de Londres el 7 de julio, la Guardia Real española tocó el God Save the Queen, devolviendo así el gesto británico y homenajeando a su pueblo.
La prensa internacional también se hizo eco de las teorías de la conspiración del 11M que fueron surgiendo en torno a la autoría del atentado.

## Reacciones de la sociedad

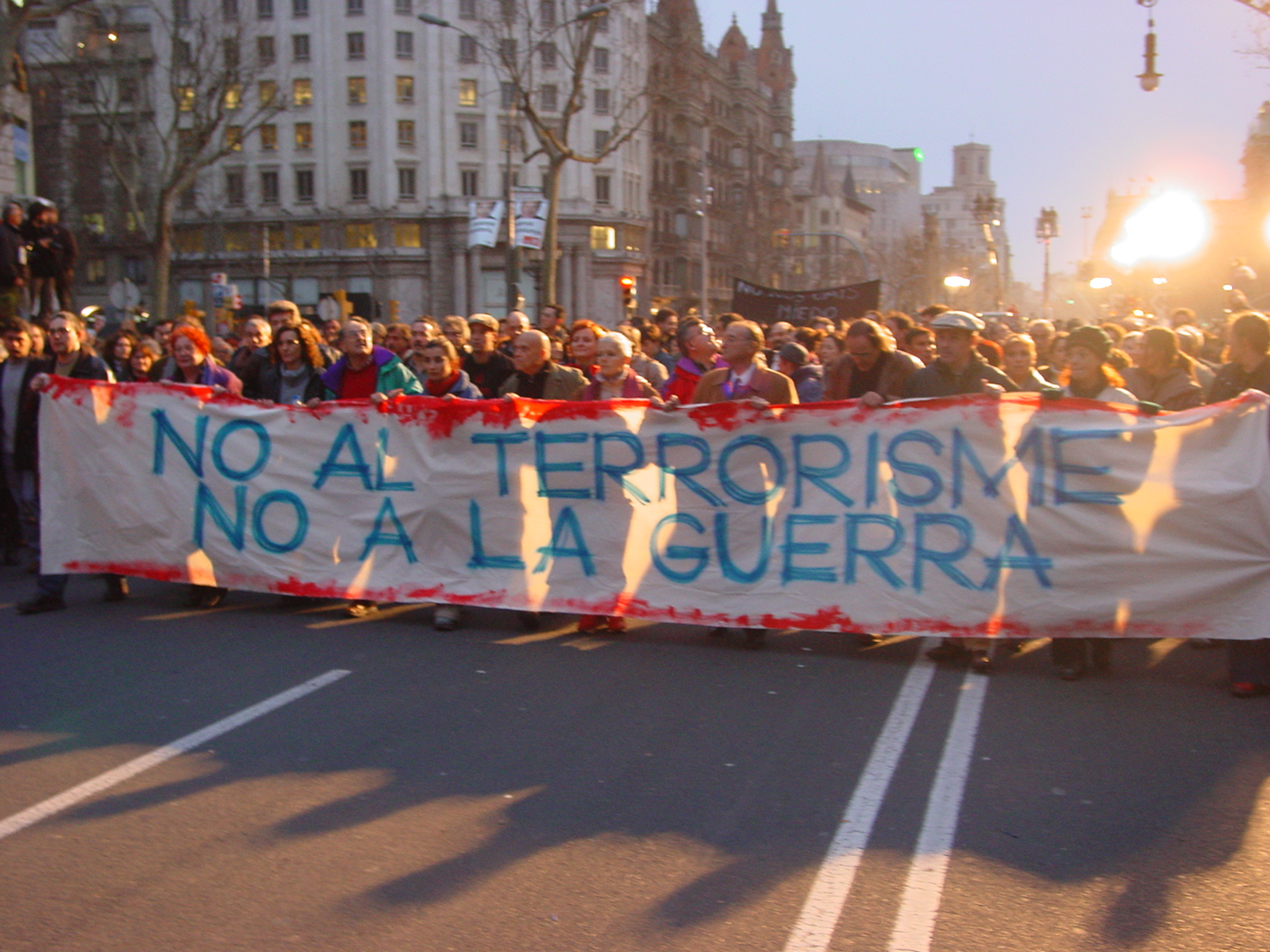
Manifestación en Barcelona el 12 de marzo

El 11 de marzo se sucedieron concentraciones silenciosas en rechazo por el atentado en las universidades y algunos colegios e institutos españoles. En toda España tuvieron lugar manifestaciones espontáneas en cuanto se dio a conocer la noticia del atentado, sin esperar a la manifestación convocada por el Gobierno para el día siguiente. Hacia las 15:00, la reina Sofía junto con el príncipe de Asturias Felipe de Borbón y su prometida, Letizia Ortiz, llegaron al hospital Gregorio Marañón de Madrid junto con otras autoridades del Estado para recibir las últimas noticias de las víctimas y de los médicos.
El 12 de marzo once millones de personas se manifestaron por las calles de España contra los atentados.
A las 19:00 se celebró en Madrid una manifestación convocada por el Gobierno y todos los partidos políticos. 2,3 millones de personas se manifestaron bajo una lluvia intensa entre la plaza de Colón y Atocha. El Príncipe Felipe y las Infantas Elena y Cristina de Borbón se unieron a la manifestación, siendo la primera vez en la historia que un miembro de la Familia Real española lo hizo. El cardenal Rouco Varela, arzobispo de Madrid, también se manifestó por primera vez. El presidente del Gobierno José María Aznar acudió a la manifestación y fue recibido con gritos de «¿Quién ha sido?». El lema de la manifestación fue Con las víctimas, con la Constitución, por la derrota del terrorismo.
También estuvieron en la manifestación madrileña el presidente de la Comisión Europea Romano Prodi, el primer ministro italiano Silvio Berlusconi, el primer ministro portugués José Manuel Durão Barroso y el primer ministro francés Jean-Pierre Raffarin, así como los ministros de Exteriores alemán, sueco y marroquí.
En Barcelona se manifestaron un millón y medio de personas. El lema oficial fue Cataluña con las víctimas de Madrid. Contra el terrorismo. Por la democracia y la Constitución. Muchas pancartas condenaron el terrorismo y la guerra de Irak. Algunas pancartas expresaron un rechazo contra el uso de la Constitución en el lema oficial. También se produjeron manifestaciones en otras ciudades de Europa y América.

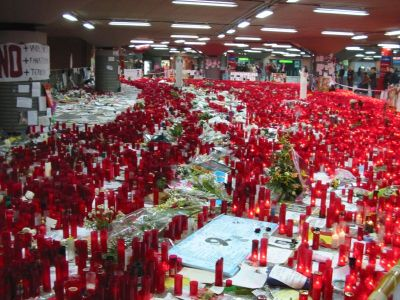
Homenaje a las víctimas en la Estación de Atocha

A pesar de que ya existían indicios que apuntaban cada vez con más fuerza a la autoría islámica, el Gobierno insistía en no descartar a ETA como la principal vía de investigación. El 13 de marzo era la jornada de reflexión antes de las elecciones por lo que estaban prohibidas las declaraciones políticas.
A las 13:45 se produjo el asesinato del panadero Ángel Berrueta en Pamplona por parte de un policía nacional, que estaba libre de servicio, y su hijo, tras una discusión política con la mujer del policía, que había intentado forzarle a poner un cartel en su panadería que adjudicaba a ETA la autoría del atentado de Madrid. Esto produjo incidentes en Pamplona, así como en varias ciudades vascas.
El mismo día 11, a las 17:00 horas, la ministra de Asuntos Exteriores, Ana Palacio, había mandado un telegrama a las embajadas y organismos internacionales acusando directamente a ETA del atentado. Cuando miembros del servicio exterior socialista se enteran se lo comunican a la sede del PSOE que se sienten manipulados, utilizados por el Gobierno, entonces ordenan romper la jornada de reflexión, agitar a las masas en su beneficio y, al grito de "asesinos", tomar los aldrededores de las sedes del PP en toda España
El 13 de marzo miles de personas se manifestaron exigiendo saber la verdad sobre la autoría de los atentados y acusando al Gobierno de mentirosos. Alrededor de 5000 personas se concentraron ante la sede madrileña del PP. En Barcelona varias manifestaciones concluyeron ante la sede del PP. Existieron manifestaciones similares en otras ciudades como Santiago de Compostela, Sevilla o Valencia. Esa noche se produjeron caceroladas en varias ciudades.
Mariano Rajoy, candidato del PP a la presidencia del Gobierno, criticó las manifestaciones por intentar «influir y coaccionar la voluntad del electorado en el día de reflexión». El Partido Popular lo denunció ante la Junta Electoral Central, ya que en la jornada de reflexión no se permite ningún pronunciamiento electoral. La Junta declaró ilegales esas manifestaciones el día posterior, pasando las actuaciones a la Fiscalía del Estado sin que esta llegara a actuar contra nadie.

## Elecciones generales
Las elecciones generales se celebraron el 14 de marzo. Desde diversos medios de comunicación se animó a los ciudadanos a votar en las urnas. El presidente Aznar votó entre vítores de partidarios y críticas de detractores que le responsabilizaron de los atentados. Su esposa Ana Botella no pudo evitar las lágrimas.
El PSOE ganó las elecciones al obtener una mayoría simple de 164 escaños en el Congreso de los Diputados. El PP se quedó en 148. Fueron las elecciones con la mayor participación en número de votantes de España con más de 26 millones de votantes, aunque el porcentaje no fue el mayor (75,66 %). Hubo una gran polarización del voto: los dos grandes partidos acumularon el 82 % de todos los votos emitidos.